# Tautewalde
Tautewalde ist ein Ortsteil von Wilthen im Landkreis Bautzen in der Oberlausitz.

## Geografie

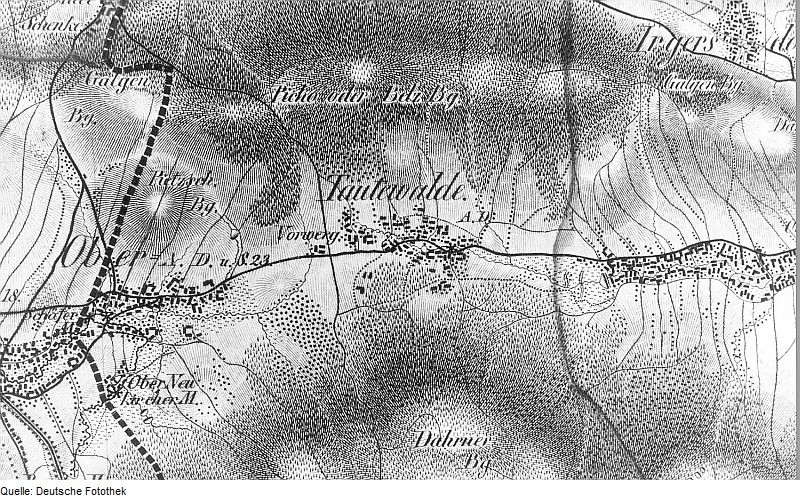
Darstellung Tautewaldes und Umgebung im Topographischen Atlas des Königreiches Sachsen (sogenannter Oberreit'scher Atlas) 1821–1860

### Lage
Tautewalde liegt im Lausitzer Bergland westlich der Stadt Wilthen eingebettet zwischen dem Großen Picho (499 m) im Norden und dem Dahrener Berg (491 m) im Süden. In Tautewalde befinden sich die Quellen des Butterwassers, einem kleinen Wasserlauf, der Wilthen als Dorfbach durchfließt und bei Rodewitz/Spree in die Spree mündet. Mit seinem historischen Gebäudebestand ist Tautewalde Teil der Oberlausitzer Berg- und Umgebindelandschaft.

### Dorfgliederung
Das heutige Tautewalde setzt sich aus vier Siedlungsgruppen zusammen:
- das alte Dorf im Osten
- eine Gruppe von vier Bauerngehöften – lokal „die Häfen“ genannt – westlich in einer Wiesenmulde
- das Vorwerk – am Westausgang des Dorfes und
- eine Wohnsiedlung am Waldrand des Dahrener Berges

## Geschichte

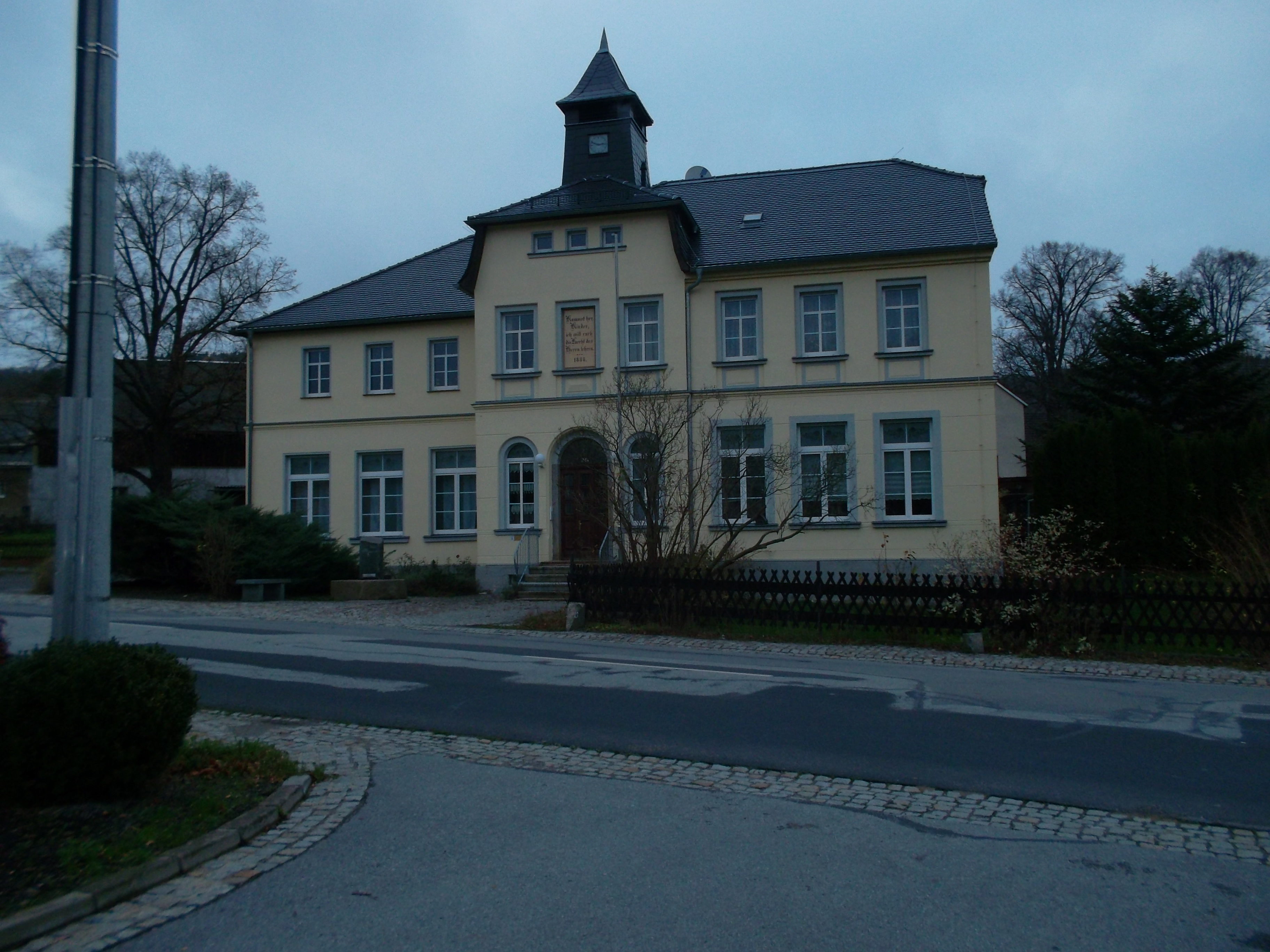
Altes Schulgebäude, An d. Schule 2

Erste urkundliche Nennung von Tautewalde war 1374 als Tutenwalde. Tautewalde war ein eigenständiges Dorf, bis es 1974 in die Stadt Wilthen eingemeindet wurde. Seit 1888 verfügte der Ort über eine eigene Schule, die 1912 erweitert wurde. Ab Mitte der 1970er Jahre wurden alle Schüler in Wilthen unterrichtet. 1842 entstand in Tautewalde eine Brauerei mit Gaststube. Nach Umbau und Modernisierung beherbergen die massigen Mauern heute das Landhotel Erbgericht Tautewalde. In Tautewalde lebte und wirkte bis zu seinem Tode 1960 Hermann Klippel. Er war ein bekannter Mundartdichter der Oberlausitz, dem am 9. September 2001 gegenüber der ehemaligen Schule ein Denkmal gesetzt wurde.
Peter Dietrich engagierte sich im Ort für das Landhotel Erbgericht Tautewalde. A